# Fermín Herrán
Fermín Herrán Tejada (Salinas de Añana, 7 de julio de 1852-Bilbao, 26 de septiembre de 1908) fue un periodista, escritor, publicista y crítico español.

## Biografía
Nacido en la localidad alavesa de Salinas de Añana el 7 de julio de 1852, fue miembro correspondiente de la Real Academia de la Historia, autor de numerosos trabajos históricos, políticos y de crítica literaria, y director de publicaciones periódicas como El Porvenir Alavés, Revista Bibliográfica, Revista de las Provincias, El Porvenir Vascongado y La Ilustración de Álava. Colaboró también en El Cantón Vasco, Revista de las Provincias Eúskaras, Diario de Bilbao (1890) y La Pluma (1902) de Segovia, entre otras.
Admirador de la obra de Miguel de Cervantes ―fue uno de los impulsores de la Academia Cervántica Española― y autor de obras como Juicio crítico del drama Don Francisco de Quevedo de D. Eulogio Florentino Sanz (1873), sobre dicha obra de Eulogio Florentino Sanz; Biografía de Mateo Benigno de Moraza (1878), sobre el político alavés Mateo Benigno de Moraza; o Echegaray, su tiempo y su teatro (1880), sobre José de Echegaray; fue promotor de la cultura vasca y defensor de los fueros, a través de la Biblioteca Euskara y la Biblioteca Bascongada; además de miembro de la masonería, bajo el alias «Emilio Castelar». Falleció el 26 de septiembre de 1908, en la capital vizcaína, Bilbao.